# OpenCritic
OpenCritic es un sitio web de agregación de revisiones para videojuegos. OpenCritic enumera los comentarios de los críticos en múltiples publicaciones de videojuegos para los juegos que aparecen en el sitio. El sitio web genera entonces una puntuación numérica al promediar todas las revisiones numéricas. También hay otras métricas disponibles, como el porcentaje de críticos que recomiendan el juego y su clasificación relativa en todos los juegos de OpenCritic.

## Historia
OpenCritic fue desarrollado para evitar algunas de las controversias que Metacritic ha ganado en la industria de los videojuegos. La puntuación de Metacritic de un juego está fuertemente ligada al rendimiento financiero de un juego y a los esfuerzos posteriores del estudio de desarrollo y de la editorial, como por ejemplo, afectar a los bonos de estudio posteriores a su lanzamiento. Sin embargo, Metacritic proporciona detalles limitados de cómo calcula sus puntuaciones de revisión y utiliza promedios ponderados que favorecen algunas publicaciones sobre otras, lo que lleva a muchos a criticar el gran peso que la industria pone en el sitio.
El concepto de OpenCritic fue desarrollado por un equipo dirigido por Matthew Enthoven de Riot Games. El sitio fue diseñado para aclarar la naturaleza de la agregación de revisiones, optando por una media aritmética simple, en contraste con los pesos ocultos utilizados por Metacritic. El sitio también resalta los nombres de los autores de las revisiones y permite a los usuarios personalizar las que tuvieron prioridad.
El sitio comenzó a desarrollarse en 2014 y se lanzó formalmente el 30 de septiembre de 2015 con reseñas de 75 publicaciones. Por lo general, el sitio sólo admite revisiones de videojuegos a partir de su fecha de lanzamiento y no hay planes para poblar completamente los juegos más antiguos. Los desarrolladores pueden enviar juegos para su inclusión en el sitio siempre y cuando cumplan con ciertos requisitos; además, otras fuentes de revisión también pueden solicitar su inclusión en el sitio cumpliendo con ciertos requisitos. Además de páginas para revisiones de juegos, OpenCritic tiene páginas para publicaciones individuales y revisores. Inicialmente, el sitio lanzó un anuncio gratis, usando Patreon para empezar, pero desde entonces ha cambiado a un modelo soportado por ad-revenue.
En octubre de 2017, OpenCritic anunció que la información de monetización se añadiría a las páginas de los juegos, citando la prevalencia de cajas de botín en las versiones modernas. También mencionaron que estarían probando diferentes tipos de banderas para aplicarlas a las páginas de revisión del juego, incluyendo la aclaración de si un juego tiene un sistema de cajas de botín que aleatoriza el progreso en un juego en lugar de estar basado en la experiencia y si las cajas de botín generadas al azar de un juego contienen más que recompensas "cosméticas". Esta función se lanzó en febrero de 2019.

## Contenido
OpenCritic recopila enlaces a sitios web externos para revisiones de videojuegos, proporcionando una página de aterrizaje para el lector. Las revisiones incluyen tanto las que se califican (y por lo tanto se introducen en su puntuación total) como las que no se califican, incluyendo las revisiones que provienen de críticos populares de YouTube. Las revisiones se resumen de tres maneras: una media aritmética de todas las revisiones calificadas, un porcentaje recomendado que representa el porcentaje de todas las revisiones que recomiendan el juego (incluyendo las revisiones no calificadas) y un rango percentil que indica dónde cae la puntuación total de un juego en la distribución de todos los juegos del sitio. Un usuario del sitio puede marcar cualquiera de estas fuentes de reseñas como publicaciones de confianza, lo que se reflejará en la forma en que se presentan las reseñas al usuario y se adapta el contenido a ellas, así como en la generación de una puntuación agregada personalizada para ese usuario.